# Антімах Колофонський
Антімах Колофонський (430—340 рр. до н. е.) — давньогрецький поет, засновник еротичного напрямку в елегіях.

## Життєпис
Народився у м.Колофон (Мала Азія). Про особисте життя Антімаха дуже мало відомостей. Відомо лише, що у 400 році до н. е. він зазнав поразки у конкурсі з поезії, який проходив на о.Самос. Його втішав Платон, використовуючи вірші Антімаха.
Писав на іонічній говірці давньогрецької мови. Антімах переробляв старовинні міфологічні сюжети. Його вірші хибували на штучність, були перевантажені міфологічними аналогіями. Втім серед викладання сюжети Антімаха вставляв цікаві розповіді. Був дуже популярним у добу еллінізму та за часів принципату. Серед його прихильників був, зокрема, Катулл.
Найвідомішою збіркою Антімаха є «Ліда», присвячена померлій подрузі.

## Твори
- Фіванці
- Ліда